# Zamek w Opatówku
Zamek w Opatówku – nieistniejący zamek nad rzeką Cienią w Opatówku w południowej Wielkopolsce, zbudowany w 2. połowie XIV wieku przez arcybiskupa gnieźnieńskiego Jarosława Bogorię Skotnickiego. 

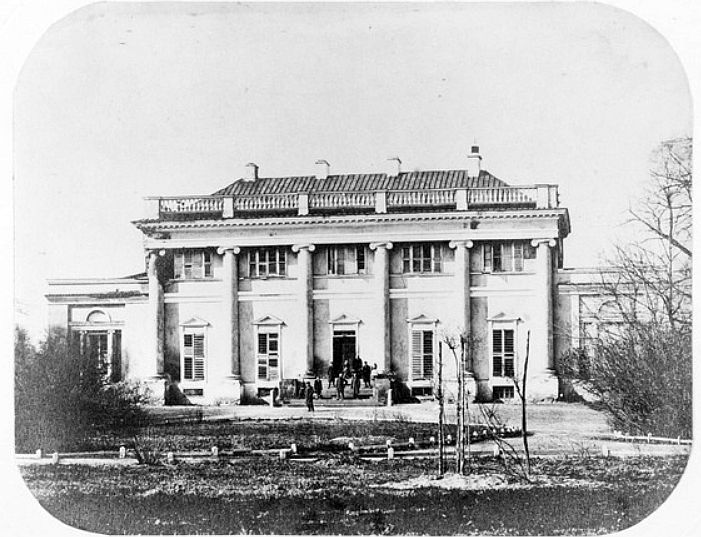
Pałac generała Józefa Zajączka zbudowany po 1807 roku z wykorzystaniem murów zamku

Zamek, ulokowany w centrum majątków ziemskich arcybiskupów gnieźnieńskich, nie zachował się do naszych czasów. Jak wynika z relacji Janka z Czarnkowa, zamek wzniesiony został przez Jarosława Bogorię Skotnickiego. 
Miejscowość otrzymała prawa miejskie w 1338, a zamek powstał prawdopodobnie w późnym okresie rządów arcybiskupa Jarosława Skotnickiego, może w latach 60. XIV w. Za arcybiskupa Janusza Suchywilka zarząd nad zamkiem otrzymali jego bratankowie, którzy po jego śmierci nie chcieli dobrowolnie zwrócić go kapitule gnieźnieńskiej. Na początku XVI w. zamek rozbudował arcybiskup Jan Łaski. Zamek w XVI wieku był otoczony fosą i zaopatrzony w broń palną. W 1548 r. na zamku w Opatówku odnotowano 4 hakownice i 9 kopii. W czasach nowożytnych zamek rzadko grał rolę rezydencji prymasowskiej, funkcjonował jako centrum majątku ziemskiego. Obiekt ten spełniał przede wszystkim rolę gospodarczo-administracyjną dla dóbr arcybiskupich Opisy głównego domu zamkowego znamy z licznych inwentarzy, m.in. z lat 1557, 1662, 1685, 1785. 
Do końca XVIII wieku zamek był jeszcze użytkowany. W 1807 roku dobra Opatówek Napoleon Bonaparte podarował generałowie Józefowi Zajączkowi, który wykorzystując mury dawnego zamku postawił w jego miejscu klasycystyczny pałac zbudowany wg projektu Mikołaja Rougeta lub Christiana Piotra Aignera. Pałac ten w 1889 roku został zburzony przez fabrykanta Schlössera i w jego pobliżu w 1905 roku zbudowano nowy pałac w stylu szwajcarskim, który spłonął w 1973 roku i następnie został rozebrany.
Badania terenowe, przeprowadzone w 1990 przez J. Tomalę doprowadziły do zlokalizowania reliktów zamku. Obiekt znajdował się w płd.-zach. części Opatówka, na skarpie nad brzegiem rzeki Cieni, na terenie obecnego parku. Pierwotnie zamek znajdował się na wyspie otoczonej fosą. Brama wjazdowa w wieży o trzech kondygnacjach znajdowała się od wschodu od strony miasta i prowadził do niej most zwodzony. Od XVI wieku zamek składał się z dwóch budynków o trzech kondygnacjach, jednego dwukondygnacyjnego i wieży. Być może zamek przypominał swoim kształtem dwudomowe zamki w Borysławicach Zamkowych, Gosławicach (Koninie) i Sierakowie. Na powierzchni gruntu nie są widoczne pozostałości murów zamku, a jedynie ślady stawów, może pierwotnych fos.